# Luboš Hilgert (1986)
Pour les articles homonymes, voir Luboš Hilgert.
Luboš Hilgert, né le 17 décembre 1986, est un kayakiste tchèque de slalom. 
Il est médaillé de bronze en K1 par équipe aux Championnats du monde 2007 à Foz do Iguaçu.
Il est le fils des kayakistes Štěpánka Hilgertová et Luboš Hilgert et le cousin de la kayakiste Amálie Hilgertová.